# 鐵拳44火箭筒
PzF 44 2A1（Pzf，意為：裝甲拳／鐵拳；另名矛（Lanze）、鐵拳2或鐵拳44式）是一款由狄那米特—諾貝爾炸藥公司在1960年左右研製和生產的單發、肩扛式無後坐力反坦克火箭筒，並在此後的不久在德國聯邦國防軍投入服役，發射67毫米專用火箭彈。

## 概述
鐵拳44式的開發是為了現代化西德步兵的反坦克，取代他們以前使用的巴祖卡火箭筒。正因為如此，它是第二次世界大戰結束以後第一個德國研製的反坦克火箭，作為曾在1944年至1945年的戰爭期間扮演過一個作用突出的角色的德國手持反坦克武器反坦克榴弹发射器（鐵拳）的後繼武器。PzF 44“矛”是其中一個在德國軍隊重新開始配備當地開發的武器裝備，將老化的美援巴祖卡退役，並且開始將軍隊裝備本土自產化。德國陸軍所會給予的編號名稱是「Panzerfaust 44mm DM2 Ausführung 1 Lanze」。
Lanze的1.5公斤（3.3磅）DM-32高爆反坦克彈彈頭（HEAT）可以貫穿370毫米的軋製均質裝甲，並在300公尺（328.08碼，984.25英尺）的範圍內擊中移動目標。Lanze也可以發射多用途彈頭。
使用方式亦與RPG-7相似：把火箭彈的尾管裝在發射器中，並將發射器扛在肩上，扣下扳機以發射火箭彈。而點火裝置的不同之處則是：RPG-7是以引信點火，而PzF 44則是把空包彈裝在其手槍握把之中，並以擊發空包彈點火。
從1992年以後，PzF 44被鐵拳三型所取代。
| PzF 44和當代武器的性能 |                        |                                  |
| 打擊軋壓均質裝甲的成效 |                        |                                  |
| 武器                   | 貫穿裝甲（毫米／英吋） | 攻擊移動目標的最大射程（米／碼） |
| PzF 44                 | 370／英吋              | 300／328.08                      |
| RPG-7V                 | 320／12.6              | 300／328.08                      |
| M72 LAW                | 305／12.01             | 150／164.041                     |

## 使用國
- 西德

## 資料來源
- 武器的性能數據來源是“簡氏步兵武器1984—85”。

## 外部連結
- （英文）—Jane's extract on the PzF 44 （页面存档备份，存于）
- （英文）—Modern Firearms—Panzerfaust 44 (Pzf 44) Lanze antitank grenade launcher （页面存档备份，存于）